# 天道教
天道教（：／ Cheondogyo）是朝鲜半岛的一個新興宗教，总部位于韩国首尔天道教中央大教堂。天道教前身是19世纪中叶西学东进时期出现于朝鲜半岛的东学教，1906年由东学第三任教主孙秉熙改组为近代宗教。
天道教核心教理是“人乃天”。天道教认为天主存在于每个人的心中，否定来世的存在，通过“辅国安民”、“布德天下”，“广济苍生”，从而“后天开辟”一个万物和谐、“同归一体”的“地上天国”。
天道教是少数由朝鲜民主主义人民共和国官方认可的宗教，该宗教在朝鲜亦有党籍（天道教青友黨）。

## 历史

### 创建

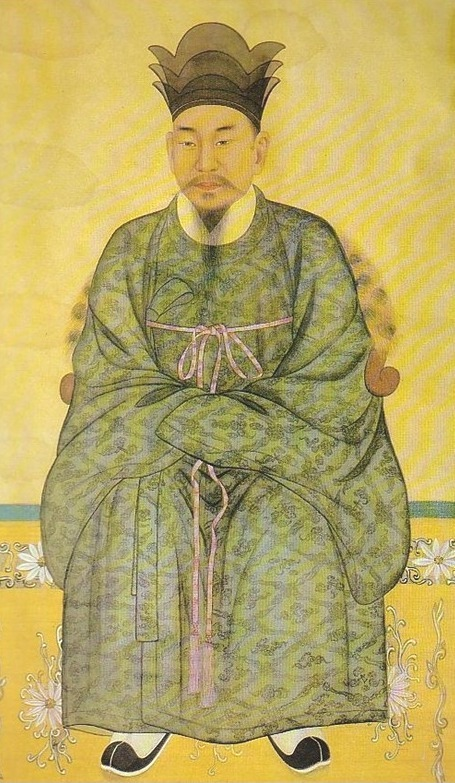
天道教教祖，东学创始人崔济愚

天道教的前身是水云大师崔济愚创建的东学。19世纪中叶，以天主教为代表的西学东进，冲击朝鲜传统社会。水云深感“儒道、佛道经过千年发展气数已尽”，试图寻求救世之道。1855年，一位自称是金刚山和尚的神人将一本没人读得懂的天书转交给水云。水云读过后觉悟，闭门修行数年，于1860年5月25日（农历4月5日）开创与西学相抗衡的东方之学——东学。此日后成为天道教“天日纪念日”，1860年则成为布德元年。
东学除有反洋教、反侵略的性质外，还有倡导平等，反封建的性质。东学摒弃儒家“天命”的形而上学，认为人生来平等，主张“后天开辟地上天国”。在其《龙潭遗词：教训歌》中，水云称：“命运是神奇的事物。富贵之人以前也曾贫贱，贫贱之人今后也可能富贵”。因此自水云开始传教起，东学便遭到儒生和官府的非难与镇压，后被朝鲜朝廷定为与天主教一样的邪教。预感自己有殉教的危险，水云在1863年9月26日（农历8月14日）将教主之位传给自己的大弟子，远亲崔时亨，是为海月神师。1864年4月15日（农历3月10日），水云在大邱被庆尚道观察使徐宪淳以左道惑民之罪处于极刑。:483-484

### 隐道时期
1864年水云殉教后，崔时亨为躲避官府隐身太白山。1880年，他在逃亡期间将教祖汉文遗文整理成册以《東經大典》之名出版，次年又将韩文遗文以《龍潭遺詞》之名出版。1884年，朝鲜发生甲申政变后，政府对东学的镇压开始放松。东学信徒数量开始迅速增加。1892年朝鲜政府解禁天主教后，东学教依然未被解禁。崔时亨数次领导教徒举行为教祖申冤，为东学平反的请愿运动，但都没能成功。:407
1894年1月10日（农历2月15日），主张武力反抗的东学南接派领导人全琫准带领数千农民在全罗道古阜郡起义，是为东学农民革命。惊恐的朝鲜封建统治者一方面向清政府告急，请求援兵，另一方面与全琫准议和。双方最终签署《全州和约》。日本在得知朝鲜向清政府求援后借机向朝鲜派兵，推翻闵妃集团，扶植以金弘集为首的亲日内阁，炮轰清朝军舰，引发中日甲午战争:12-31:485-489:410-422。东学革命军北上讨伐日寇，但由于武器装备落后，缺乏正规军事训练在公州败北。全琫准在退却途中因叛徒出卖被逮捕，后被处死:32-39:491-492。崔时亨亦遭到追官府追杀。1898年1月16日（农历1897年12月24日），崔时亨将教主之位传给大弟子孙秉熙，是为义庵圣师。同年，崔时亨因叛徒出卖被处死。

### 显道时期

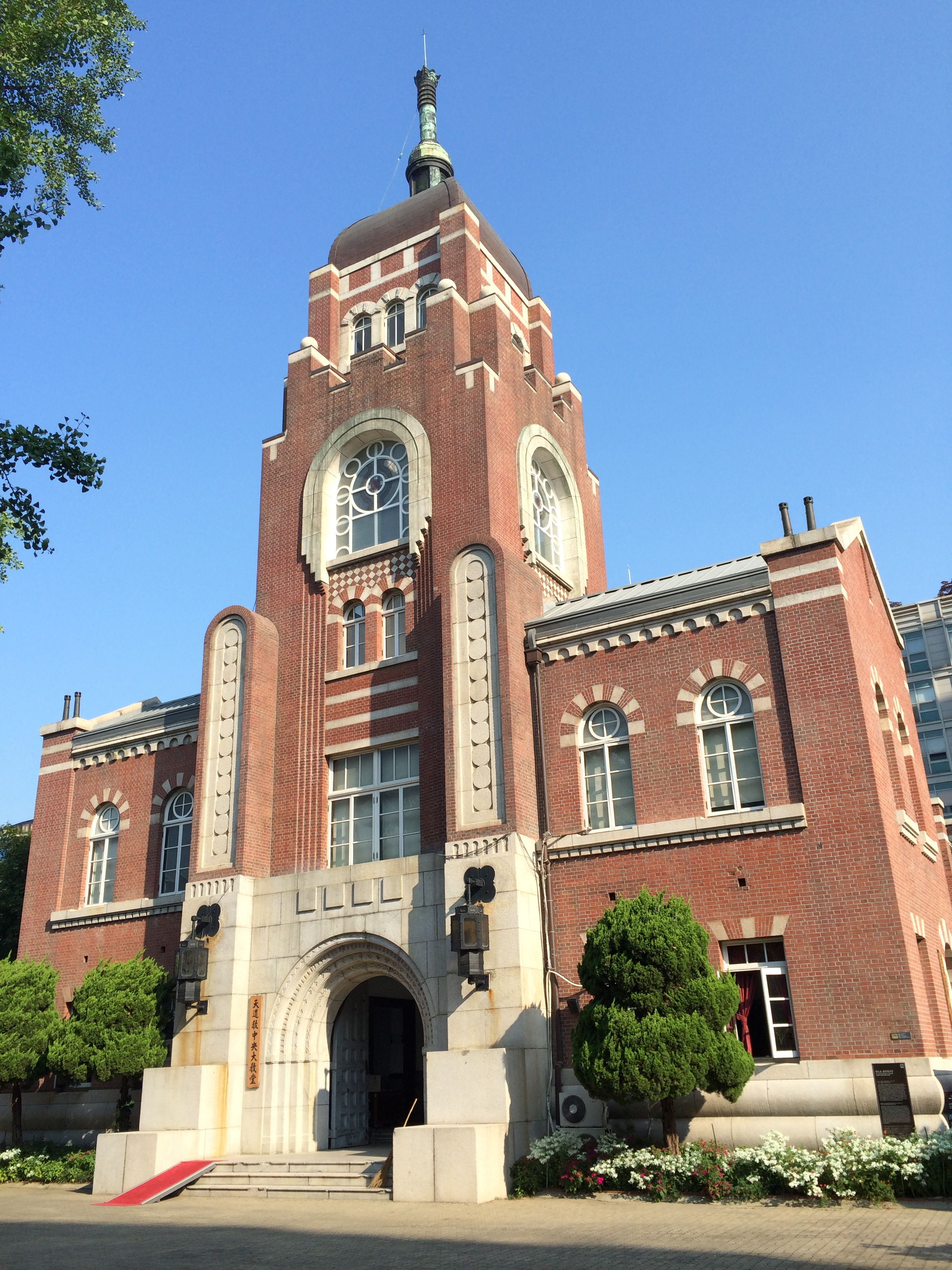
天道教中央大教堂

崔时亨殉教后，孙秉熙流亡日本。1904年，他组建进步会，发起甲辰改革运动。由于李容九等教徒变节，组建亲日团体一进会，孙秉熙在1905年宣布“教与会分离”，将东学改名为天道教。次年，孙秉熙返回朝鲜，将李容九等62名亲日教徒开除教籍，颁布《天道教大宪》，在汉城设立天道教总部，将天道教改组为近代宗教。1908年1月18日，孙秉熙将教主之位传给春庵上师朴寅浩。
孙秉熙回国后投身韩国独立运动，倡导民族独立。日本吞并朝鲜半岛后，他在今首尔江北区牛耳洞修建了凤凰阁，以凤凰阁为据点布教，培养独立运动骨干。1919年1月5日，孙秉熙号召朝鲜全国教徒进行为期49天的民族独立祈祷。2月8日，朝鲜留学生在东京朝鲜基督教青年会（韩国YMCA日本分会的前身）宣读《二八独立宣言》。此后，孙秉熙开始联合基督教和佛教的领袖，以及进步青年共筹独立运动计划。1919年3月1日，以孙秉熙为首的天道教与基督教、佛教宗教代表33人在汉城塔洞公园宣读《独立宣言书》，向世界宣布韩国的独立，开启了韩国近现代史規模最大的全民性的反日救国运动——三一运动。孙秉熙后被日本人逮捕。在狱中，他饱受磨难，后被保释就医，于1922年5月19日殉教。
三一运动被日本人镇压后，天道教继续开展抗日救国运动。1920年，天道教青年会成立。青年会成立了开辟社，发行社刊《开辟》。天道教青年会发展迅速，1921年改名为天道教青年党。天道教青年党在青年、农民、妇女、儿童等社会各阶层广泛开展爱国启蒙运动，成立了朝鲜情况研究所、自修大学、朝鲜农民社、妇人会、朝鲜少年联合会等组织，发行了《彗星》、《学生》、《众声》、《农民杂志》、《女性杂志》、《大众读本》等宣扬新文化的刊物。1938年，随着日本侵华战争全面爆发，日本对朝鲜半岛的军事统治也愈演愈烈。朴寅浩号召天道教信徒发起祈祷日本军国主义早日灭亡的戊寅灭倭祈祷运动。1940年4月3日，朴寅浩去世。此后，天道教教主改为每3年由信徒选举产生。

## 教理
与其它大多数宗教不同，天道教否定来世的存在。教祖水云大神师认为天堂与地狱不是存在于相互分离的遥远来世。天主是存在于每个人的心中，人之初都是一样的，并无社会阶级上的差异。每个人通过自身修行“侍天主”，就可以成为“君子”、“地上神仙”，从而“同归一体”。天道教第二任教主海月神师将水云的“侍天主”发展成为“人是天”，“事人如天”，即像对待天主一样对待人。到第三任教主义庵圣师时期，这种理念发展成为“人乃天”，天道教的核心教理。不过天道教的“人乃天”并不是将人视为至高无上。天道教还有“三敬思想”，即敬天、敬人、敬物。天道教的“地上天国”是人与天，人与自然的和谐统一。
天道教的目的是通过“辅國安民”“佈德天下”“广济苍生”解救民众于混沌的现状，通过“后天开辟”，创造一个万物和谐、“同归一体”的“地上天国”。

## 天道教经典
天道教教典籍主要有教祖水云大神师崔济愚所著文言文版的《東經大典》和韩文版的《龍潭遺詞》，第二任教主海月神师崔时亨的《海月神师法说》和第三任教主义庵圣师孙秉熙的《义庵圣师法说》。